# 防災とボランティアの日
防災とボランティアの日（ぼうさいとボランティアのひ）は、1995年1月17日に発生した阪神・淡路大震災に因んで制定された記念日で、日付はその1月17日である。
阪神・淡路大震災では、政府や行政の対応の遅れが批判された一方で、学生を中心としたボランティア活動が活発化し、「日本のボランティア元年」と言われた。
これをきっかけに、ボランティア活動への認識を深め、災害への備えの充実強化を図る目的で、同年12月の閣議で「防災とボランティアの日」の制定が決定され、翌1996年から実施された。この日を中心に前後3日を含む計7日（1月15日 - 21日）が「防災とボランティア週間」と定められている。